# Abele Blanc
Pour les articles homonymes, voir Blanc (homonymie).
Pas d'image ? Cliquez ici
14 sommets de plus de 8 000 mètres d'altitude
Abele Blanc (souvent francisé en Abel Blanc, en raison du bilinguisme officiel en vigueur en Vallée d'Aoste) est un alpiniste italien originaire de la Vallée d'Aoste.

## Biographie
Né à Aoste le 2 septembre 1954, il est originaire d'Aymavilles, où il habite. Il commence sa carrière en tant que skieur de fond. Après avoir obtenu des résultats remarquables dans le ski de randonnée et dans la course nature, où il réalisa un aller-retour du Grand Paradis en 2 h 28, il est devenu l'un des alpinistes italiens les plus célèbres, et l'un des plus connus au niveau international.
Il a réalisé l'ascension des 14 sommets de plus de huit mille mètres. Il a réalisé également plusieurs ascensions solitaires et premières hivernales sur les sommets de plus de quatre mille mètres italiens.
Il est également guide de montagne, moniteur de ski nordique et de ski de randonnée, et instructeur régional (pour la Vallée d'Aoste) de secours en montagne.